# Barragem do Pisco
A Barragem do Pisco, construída sobre o leito da ribeira de S. Vicente, localiza-se na freguesia de São Vicente da Beira, Município de Castelo Branco, Distrito de Castelo Branco, em Portugal. A barragem foi projectada em 1966 e entrou em funcionamento em 1968.

## Barragem
É uma barragem de aterro (terra homogénea). Possui uma altura de 24,5 m acima da fundação (23,2 m acima do terreno natural) e um comprimento de coroamento de 260 m (largura 8 m). O volume da barragem é de 58.000 m³. Possui uma capacidade de descarga máxima de 1,41 (descarga de fundo) + 43 (descarregador de cheias) m³/s.

## Albufeira
A albufeira da barragem apresenta uma superfície inundável ao NPA (Nível Pleno de Armazenamento) de 0,198 km² e tem uma capacidade total de 1,4 Mio. m³ (capacidade útil de 1,04 Mio. m³). As cotas de água na albufeira são: NPA de 498,7 metros, NMC (Nível Máximo de Cheia) de 499,7 metros e NME (Nível Mínimo de Exploração) de 485,7 metros.